# 乌龙街道
乌龙街道是中国云南省昆明市呈贡区下辖的一个街道。

## 行政区划
乌龙街道下辖以下地区：
乌龙社区、上可乐社区、下可乐社区、松花社区、三岔口社区、七步场社区、星浦社区、春融社区、彩云社区、联大社区和朝云社区。